# Gelber Faltenschirmling
Der Gelbe Faltenschirmling (Leucocoprinus birnbaumii, Syn.: Leucocoprinus flos-sulphuris; L. lutea) ist eine Pilzart aus der Gattung der Faltenschirmlinge. Er wird häufig in Blumentöpfen gefunden.

## Merkmale

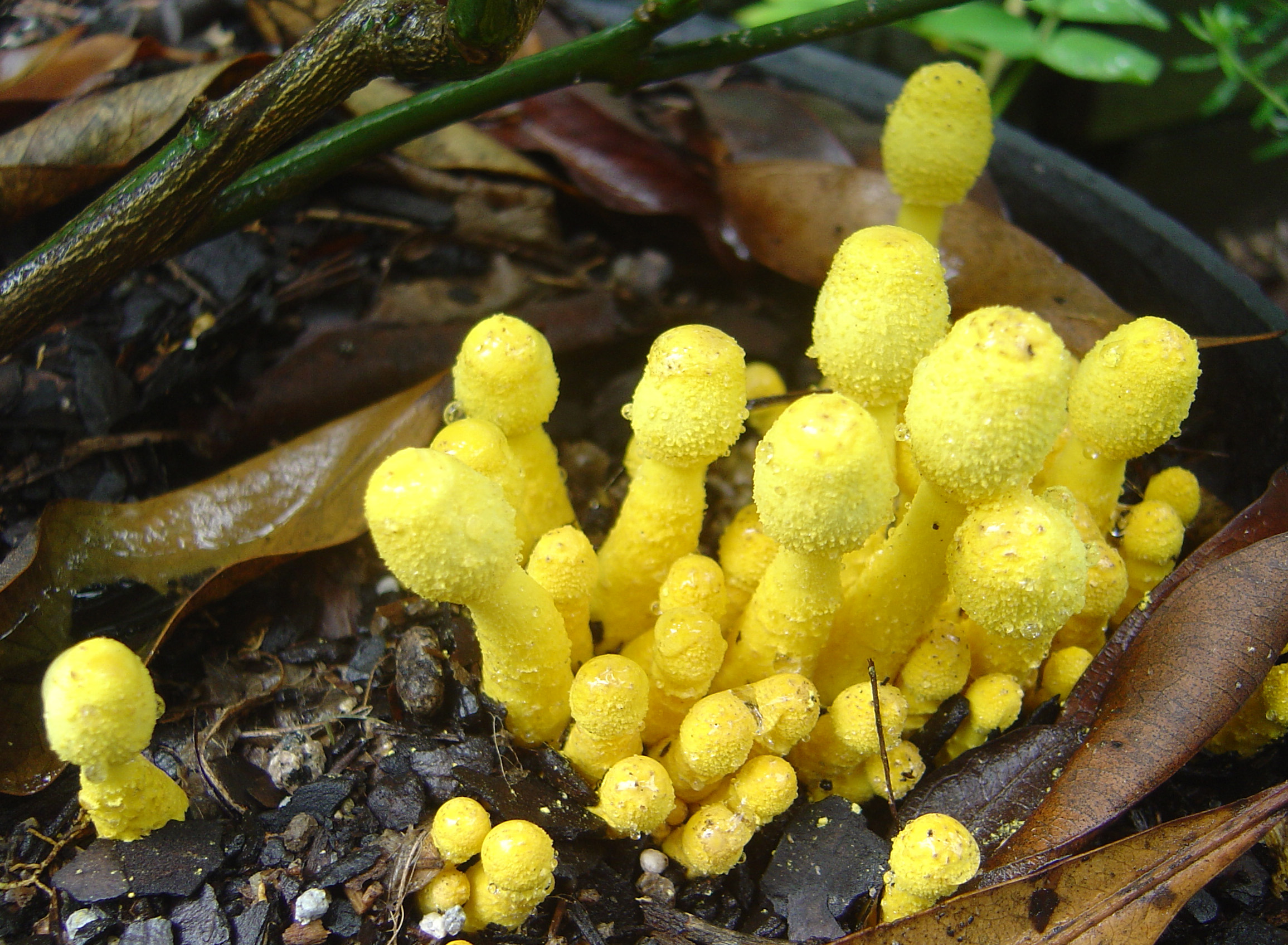
Ein Büschel junger Fruchtkörper des Gelben Faltenschirmling (L. birnbaumii)

Der Gelbe Faltenschirmling bildet Fruchtkörper mit einem drei bis fünf (sechs) Zentimeter großen, anfangs glockig, dann kegelig aufschirmenden Hut mit überwiegend scheibenförmigem, plattem Scheitel. Die Farbe des Pilzes ist zitronengelb mit chromfarbenem Einschlag, im Alter blasst die Farbe etwas aus. Der Hut ist mit schüppchenartigen Flocken bedeckt, die von der Mitte ausgehend kleiner werden. Die Lamellen des Gelben Faltenschirmlings sind frei, leicht gebogen und verbreitern sich zum Hutrand. Ihre Farbe ist schwefelgelb. Das Fleisch des Pilzes ist gelblich weiß und dünn, nur unter der Hutmitte ist es etwas dicker. Der Stiel erreicht bei ausgewachsenen Pilzen eine Höhe von fünf bis sechs Zentimeter und ist außen zitronengelb, innen jedoch schwefelgelb. Auch auf ihm sitzen kleine Flöckchen, die jedoch abwischbar sind. Der Ring des Stiels ist aufsteigend und am Rande mehlig bestäubt. Der Geruch wird als „etwas kellerartig“ beschrieben.

## Ökologie

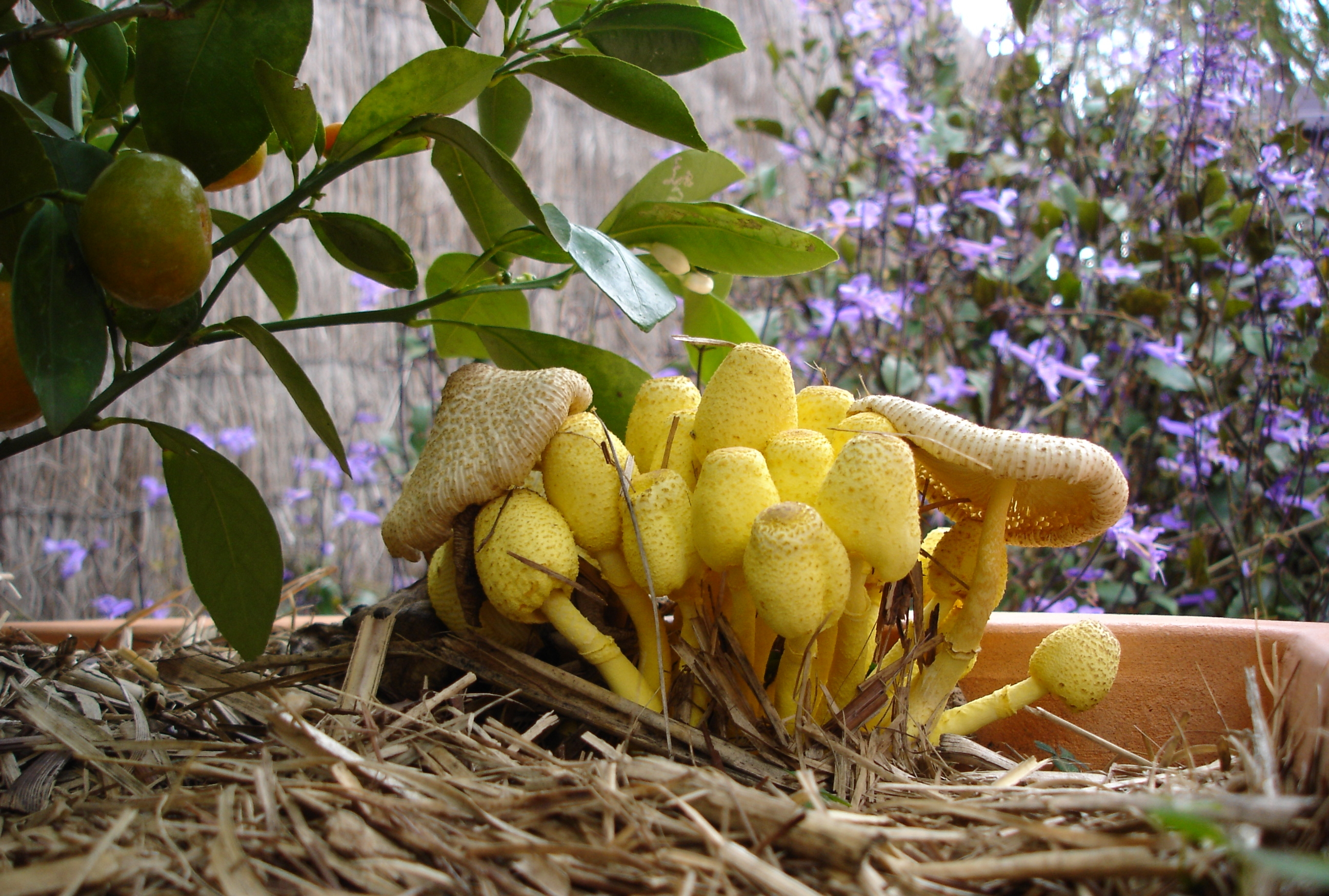
Der Gelbe Faltenschirmling (L. birnbaumii) wächst in Mitteleuropa nur an wärmebegünstigten Sekundärstandorten.

Der Gelbe Faltenschirmling ist ein saprobiontischer Bodenbewohner. In Mitteleuropa ist die Art nur in geheizten Gewächshäusern sowie in Wohnungen in Blumentöpfen und ähnlichen Standorten zu finden. Die Fruchtkörperbildung ist durch das Vorkommen in Häusern unabhängig von der Witterung, der Pilz kann das ganze Jahr über gefunden werden.

## Verbreitung
Der Gelbe Faltenschirmling stammt ursprünglich aus den Tropen, er wurde mit Pflanzen und Erde weltweit verschleppt. In Deutschland ist die Art überall zu finden, eine Bindung an bestimmte Gebiete besteht nicht.

## Bedeutung
Der Gelbe Faltenschirmling ist giftverdächtig und kommt als Speisepilz nicht in Frage, von seiner Anwesenheit geht keine Gefahr für die Pflanzen im besiedelten Blumentopf aus. Negative Auswirkungen auf die menschliche Gesundheit durch sein Vorkommen in Wohnräumen sind nicht bekannt.